# Ray Davies
 (novembre 2016).
Si vous disposez d'ouvrages ou d'articles de référence ou si vous connaissez des sites web de qualité traitant du thème abordé ici, merci de compléter l'article en donnant les références utiles à sa vérifiabilité et en les liant à la section « Notes et références ».
Pour les articles homonymes, voir Davies.
Raymond Douglas Davies, plus connu sous le nom de Ray Davies, est un musicien anglais né le 21 juin 1944 à Muswell Hill, dans le quartier de Haringey à Londres, qui est connu comme leader et principal auteur-compositeur du groupe The Kinks. Fait Commandeur de l'ordre de l'Empire britannique, le 1er janvier 2004, il est élevé au rang de Chevalier-commandeur par la reine Élisabeth II fin 2016.

## Biographie

### Enfance
Raymond Douglas Davies naît le 21 juin 1944, à Muswell Hill, banlieue ouvrière du nord de Londres, un quartier populaire et relativement pauvre où il grandit. Le jeune garçon est fortement marqué par ces « petites gens », qu'il décrit plus tard avec beaucoup de finesse dans la chanson Dead End Street (littéralement « Impasse », référence au désespoir entraîné par la misère).
Sa jeunesse est celle de l'après-guerre, de la reconstruction d'un Londres détruit et ravagé par les bombardements. Raymond est un garçon calme et silencieux, jouant volontiers seul au football, occupant tour à tour tous les postes (y compris chroniqueur). Septième enfant d'une famille de huit, il est élevé en partie par ses six sœurs aînées. Ceci lui conférant peut-être une certaine douceur, a contrario de son frère cadet, Dave Davies, plus turbulent et moins mûr (ce dernier n'en fonde pas moins les Ravens, futurs Kinks, que son frère aîné ne rejoint qu'ensuite). Raymond montre rapidement une sensibilité forte pour la peinture et les œuvres littéraires. Il s'inscrit, comme beaucoup de ses congénères, dans une des nombreuses écoles artistiques (Art School) de Londres. Souvent solitaire, Raymond, qui, enfant, accompagne son père dans les pubs, s'y rend toujours adolescent et gratte volontiers la guitare.

### Succès
Le groupe qu'il monte avec son frère Dave, tout d'abord nommé The Ravens puis The Kinks, peine à trouver sa voie. Son jeune frère amène un copain, Peter Quaife ; Mick Avory, un ancien batteur des Rolling Stones, se joint au groupe par la suite. Partagé entre la volonté de Ray de raconter des histoires et celle de Dave de hurler au monde que les Kinks existent, les premières compositions sont faibles. Le succès vient avec You Really Got Me, All Day and All of the Night et Till the End of the Day véritables hymnes rageurs à l'épicurisme, et Ray peut exprimer ce qui grouille en lui.
Les compositions vont petit à petit prendre de la hauteur, se complexifier. Entre la fin 1965 et 1968, la plupart des chansons des Kinks, et donc de Ray Davies (bien que Dave rencontre un succès planétaire avec Death of a Clown), sont de petits bijoux d'observation et de critique. Qu'il fasse l'apologie de la rêverie I'm on an Island, qu'il observe en entomologiste les aristocrates (A Well Respected Man et Mister Pleasant), les suiveurs de modes (Dedicated Follower of Fashion), les nouveaux riches (Sunny Afternoon), Ray Davies compose toujours de véritables vignettes du quotidien britannique des sixties, toujours purement descriptives à la manière du nouveau roman et se gardant de tout jugement moral, laissant ce soin à l'auditeur. Il compose maintenant quasiment la totalité des chansons du groupe.
Courant 1966, Ray Davies se lance dans le projet d'un album qui a une unité, avec une de ses toiles de peinture sur la pochette. Face to Face est bourré d'allusions et de chansons judicieuses et de plus en plus sophistiquées, mais le public réagit mal, tout comme son frère qui veut des chansons plus rock. Ray Davies pourtant continue, influencé par Bob Dylan et le folklore anglais traditionnel, il se lance encore plus loin dans l'écriture de la réalité sociale avec deux albums Something Else by the Kinks et The Village Green Preservation Society. Bien que fort différents, ces deux albums sont en quelque sorte, le Rubber Soul et le Revolver des Beatles pour les Kinks de Ray Davies. On y parle de retour à la nature, de joie de prendre une bière entre amis après un match de cup, de prendre son temps autour d'une tasse de thé ou encore d'admirer des paysages verdoyants, de fermer un peu les yeux et de voir voler les chats ! Les Kinks sonnent alors comme le plus britannique des groupes anglais.
Les albums étonnent, réjouissent les critiques, et sont remarqués notamment par Pete Townshend, des Who qui affirmera plus tard « Dans le rock britannique, Ray Davies est notre seul génie vrai et naturel », ainsi que par John Lennon,
Une partie du public continue pourtant à regretter le premier son des Kinks ; elle le retrouvera avec des groupes comme The Troggs, ou The Turtles (dont l'album Turtle Soup est produit par Ray Davies, malgré ses difficultés à pouvoir travailler sur le sol américain), puis plus tard dans le mouvement punk, qui d'ailleurs se réclamera parfois inspiré par les sonorités originales des Kinks. Les Kinks feront dès 1977 un clin d'œil à ce mouvement parfois très insolent à l'égard des anciens, avec leur chanson Prince of the punks sur l'album Sleepwalker : un portrait mi-figue mi-raisin renforcé en 1980 par leur version live sur One For The Road dans laquelle Ray lance au public : « Rock bands will come, and rock bands will go, but Rock 'n' Roll will go on forever ! ».

### Chute
Alors que les Kinks volent de succès en succès jusqu'en 1967, Ray Davies vit toujours dans le quartier de son enfance avec sa femme Rasa (qui à l'occasion fait les chœurs sur les compositions des Kinks). Or, si Ray Davies affiche une certaine tranquillité, une grande nostalgie et un dégoût profond pour la jet-set et la richesse, ce n'est pas le cas de son frère. Le groupe d'ailleurs s'effrite. En mal de succès, ne comprenant plus vraiment un meneur qui s'enfonce petit à petit dans un mutisme certain (et dans l'alcool, penchant qu'il avoue avoir toujours eu), le bassiste des Kinks s'en va et Dave Davies joue, un temps, la carte de la carrière solo. Son couple bat de l'aile, sa femme le quitte. Pourtant Ray continue d'avoir des projets plein la tête, il veut même réaliser un feuilleton pour la télévision canadienne (dont la B.O sera Arthur). C'est peut-être pour cela que l'on parle parfois de douce schizophrénie au sujet de Ray Davies.
Après son divorce, Ray sombre, il ne veut plus sortir de chez lui. Il se lance dans un projet ambitieux de critique du « Dieu argent » pour l'album Lola Versus Powerman and the Moneygoround, Part One, un des plus rock des Kinks qui renoue un temps avec les hit-parade européens. On y trouve en plus, l'étrange chanson Lola qui décrit l'attraction d'un travesti.
Après cet album, le succès ne sera plus au rendez-vous en Angleterre ; c'est aux États-Unis - où le groupe avait été interdit en 1965 pour comportement subversif - que le groupe retrouve le succès, notamment à la fin des années soixante-dix.

### Retour

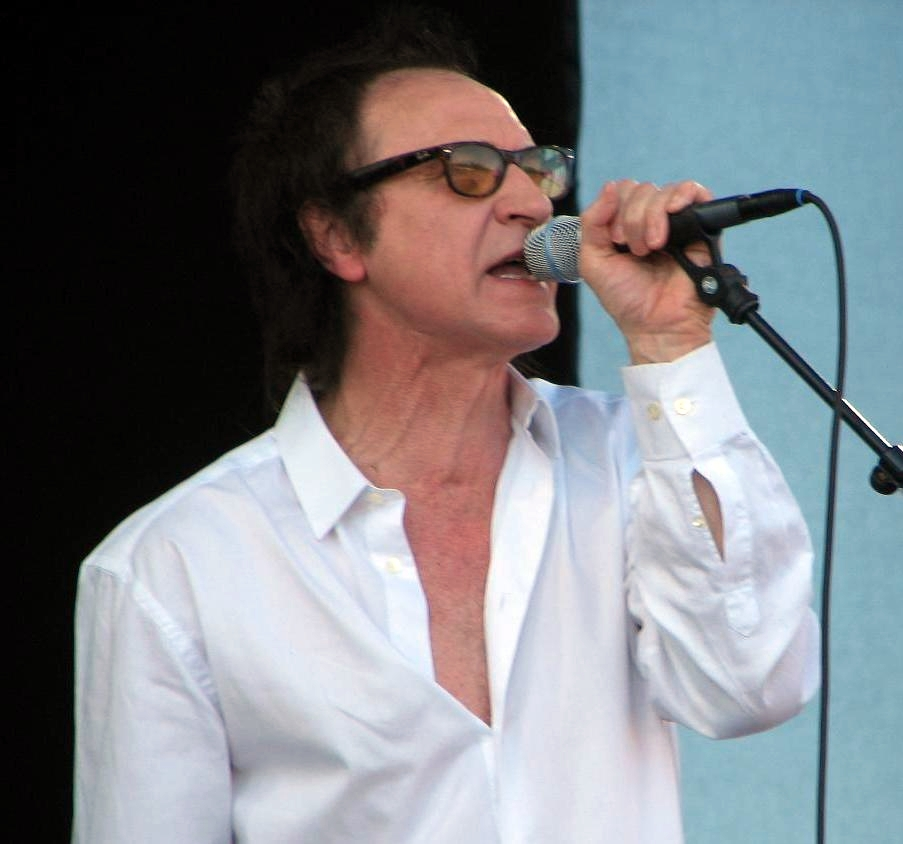
Ray Davies (2006)

Entretemps, Ray Davies dépense son argent dans d'hypothétiques albums-concepts dont le design graphique est de qualité discutable, et qui valent surtout par leurs textes racontant son enfance à l'école (Schoolboys in Disgrace) ou bien la vie des bistrots anglais.
À partir des années 1980, Davies est cité régulièrement par Blur et notamment Damon Albarn, comme influence, tout comme l'avait fait autrefois The Jam.
En 1983, il fréquente et épouse Chrissie Hynde des Pretenders ; ils ont une fille ensemble, il lui offre la chanson de 1965 I Go to Sleep qu'elle reprend, de même que Stop Your Sobbing (en) avec the Pretenders. Après leur séparation, Ray écrit en souvenir la chanson How Are You? présente dans l'album Think Visual (1986).
En janvier 2004, il fait la « une » des journaux pour avoir porté secours à une personne victime d'agression à la Nouvelle-Orléans. Il est à cette occasion blessé par balle à une jambe. En mars, il reçoit le titre de Commandeur de l'Ordre de l'Empire britannique des mains de la Reine.
Il publie en 2006 Other People's Lives, le premier album solo de sa carrière.
See My Friends est un autre album solo, où l'ex-leader des Kinks supervise certaines de ses compositions en collaboration avec divers artistes (dont Bruce Springsteen, Metallica, Alex Chilton etc.).
Simultanément il fait paraitre The Kinks Choral Collection, un album enregistré avec chorale et orchestre, sur lequel Ray ré-arrange et interprète certains de ses titres, plus ou moins connus. Le 19 juin 2011, Ray et cette chorale donnent en concert l'intégralité de l'album Village Green Preservation Society avec l'Orchestre Philharmonique de Londres.
En 2017 il reçoit le titre de Chevalier de l'Ordre de l'Empire britannique et publie l'album Americana.

## Discographie personnelle
- 1984 : Return to Waterloo musique du film de Ray Davies Return to Waterloo. Cet album a été enregistré avec les musiciens de The Kinks, mais sans Dave Davies.
- 1998 : Story Teller Album live. Mélange de vieilles chansons de The Kinks et des nouvelles chansons écrites autour des thèmes évoqués dans le livre X-Ray. Contient la version studio de la chanson London Song
- 2006 : Other People's Lives premier « véritable » album solo de Ray Davies.
- 2007 : Working Man's Café
- 2010 : See My Friends
- 2010 : The Kinks Choral Collection
- 2017 : Americana

## À l'écran[17]
En tant que réalisateur :
- 1984 : Return to Waterloo
- 1993 : Weird Nightmare
- 1998 : Home movies (documentaire)
- 2008 : Americana : a work in progress (court documentaire)

En tant qu'auteur :
- 1974 : Late Night Drama (TV)
- 1984 : Return to Waterloo
- 2008 : American, a work in progress

En tant que producteur :
- 1980 : The Kinks : One for the Road

En tant qu'acteur :
- 1965 : Ready, Steady, Go ! (TV), épisode du Christmas Show (Ugly Sister)
- 1970 : Play for Today (TV) (Pete, le pianiste)
- 1974 : Late Night Drama (TV) (Star)
- 1984 : Return in Waterloo (chanteur dans le métro)
- 1986 : Absolute Beginners (Arthur, père de Colin)

Apparitions dans des shows télévisés (the Kinks) :
- 1965 : Thank you lucky stars (épisode 7.15)
- 1966 : Beat ! Beat ! Beat !